# 땜장이 아내
"땜장이 아내"는 1983년에 개봉한 대한민국의 영화이다.

## 캐스팅
- 정윤희
- 김동현
- 황해
- 진봉진
- 최성호
- 강계식
- 김기범
- 안진수
- 오중근
- 김지영
- 이정애
- 문미봉
- 양춘
- 성명순
- 김경란
- 김애라
- 박부양
- 윤일주
- 김대현
- 유경애
- 양일민
- 박광진
- 오세장
- 장혜숙
- 김문기